# Province de Pachitea
La province de Pachitea (en espagnol : Provincia de Pachitea) est l'une des onze provinces de la région de Huánuco, dans le centre du Pérou. Son chef-lieu est la ville de Panao.

## Géographie
La province couvre une superficie de 2 629,96 km2. Elle est limitée au nord par la province de Huánuco, à l'est par la province de Puerto Inca, au sud par la région de Pasco et à l'ouest par la province d'Ambo.

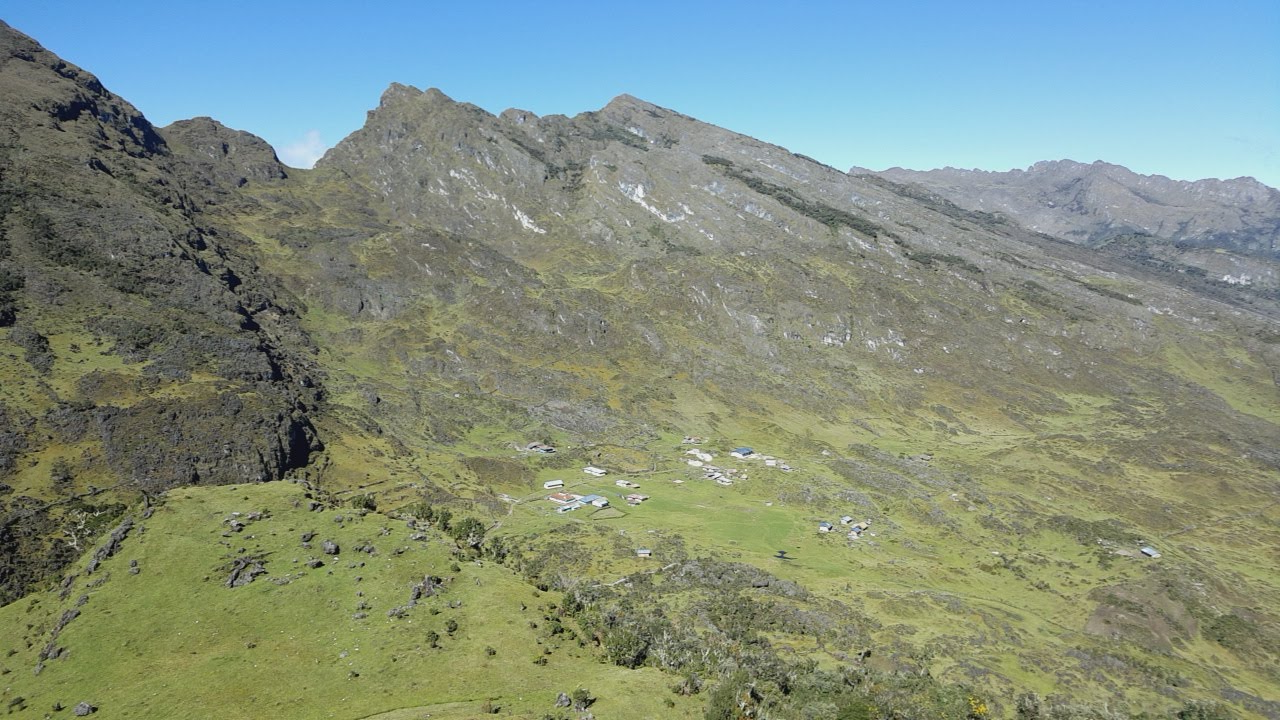
Vue panoramique de la localité de Tambo de Vacas dans le quartier de Chaglla.

## Population
La population de la province s'élevait à 51 861 habitants en 2005.

## Subdivisions
La province est divisée en quatre districts :
- Chaglla
- Molino
- Panao
- Umari